# Ernst Ljungström
Ernst Leopold Ljungström, född 26 december 1854 i Ystad, död 27 december 1943 i Stockholm, var en svensk botaniker.
Efter mogenhetsexamen i Malmö 1873 studerade han vid Lunds universitet, avlade filosofie kandidatexamen 1877 samt filosofie licentiatexamen och disputerade för filosofie doktorsgrad 1883. Han var extraordinarie amanuens 1880–1903, 1883–1903 docent i botanik vid Lunds universitet och vårterminen 1903 tillförordnad extraordinarie professor i botanik. Ljungström företog botaniska studieresor i flera europeiska länder. Från 1903 var han bosatt i Stockholm och 1908–1928 chef för Stockholms Dagblads korrekturavdelning. Som botaniker var Ljungström verksam inom floristik, blombiologi, anatomi och mykologi. Hans doktorsavhandling var en studie över bladets byggnad inom familjen Ericineae, Han blev som mykolog banbrytare i Sverige. I Just’s Botanischer Jahresbericht (1885–1897) refererade han 1881–1895 utkommen svensk, norsk och finsk botanisk litteratur. På äldre dagar publicerade han i Botaniska Notiser botaniska hågkomster från Lund. Ljungström skrev talrika artiklar i dagspressen, utgav musikkompositioner som Bondetågsmarschen (1914) och var en framstående filatelist. Han är begravd på Norra kyrkogården i Lund.
Ernst Ljungström var son till handlanden Jonas Ljungström och vidare systerson till Charlotte Berlin. I sitt andra äktenskap var han gift med Constance Flensburg, tidigare gift med Bengt J:son Bergqvist och dotter till Wilhelm Flensburg.